# クロード・ベリ
クロード・ベリ（Claude Berri, 本名: Claude Berel Langmann, 1934年7月1日 - 2009年1月12日）は、フランスの映画監督・映画プロデューサー・俳優。俳優から転向した、ヌーヴェルヴァーグの映画作家として知られる。

## 生涯
1934年7月1日、パリでアシュケナジムの家庭に生まれる。
1953年、19歳のとき、クロード・オータン＝ララ監督の映画『Le Bon Dieu sans confession』で俳優としてデビューする。ジャン・ルノワール監督の『フレンチ・カンカン』（1954年）やアンリ＝ジョルジュ・クルーゾー監督の『真実』（製作ラウール・レヴィ、1960年）、クロード・シャブロル監督の『気のいい女たち』（1960年）などでの俳優としての活動を経て、1961年、モーリス・ピアラ監督の短篇映画『Janine』で脚本家としてデビューする。翌1962年には、自らも演出に乗り出し、短篇映画『Le Poulet』（撮影ギスラン・クロケ）で監督としてデビューした。同作は初プロデュース作でもある。
ジャン＝リュック・ゴダールを『勝手にしやがれ』で世に出したヴェテラン映画プロデューサージョルジュ・ド・ボールガールが、1963年、新人によるオムニバス映画を製作することになり、気鋭の若手5人のひとりに選ばれた。『キス! キス! キッス!』（旧題『接吻! 接吻! 接吻!』）がその作品だが、他の4人の監督はベルトラン・タヴェルニエ、ジャン＝フランソワ・オーデュロイ、シャルル・L・ビッチ、トゥブラン＝ミシェルであった。翌1964年も同様のオムニバス『La chance et l'amour（偶然と恋愛）』につづけて起用される。
1966年、製作会社「レン・プロデュクション」を設立する。同社設立、第1作は監督としての長篇映画デビューを飾った1967年の『老人と子供』である。同作を第17回ベルリン国際映画祭に出品、金熊賞にノミネートされたほか同映画祭で3つの賞を受賞、世界的に名が知られることとなった。同社は翌1968年、設立第2作としてモーリス・ピアラ監督の『裸の幼年時代』を製作、ピアラを長編映画監督としてデビューさせた。
1968年、「チェコ・ヌーヴェルヴァーグ」の映画監督ヤン・ニェメツによるいわゆる「プラハの春」のドキュメンタリー映画『プラハのためのオラトリオ Oratorio for Prague』を、ベリの妻の弟であるジャン＝ピエール・ラッサムとともにプロデュースし、ラッサムを映画プロデューサーとしてデビューさせた。同作は、チェコスロヴァキア国内で発禁処分を受けたが、西側の人間であるベリらがプロデュースしていたおかげで、ニェメツの捉えたソ連による軍事介入の決定的映像が侵略映像のストックとして、無数の国際報道機関に使われた。
1988年、第41回カンヌ国際映画祭コンペティションの審査員をつとめる。2003年9月から、ヌーヴェルヴァーグを生んだフィルム・アーカイヴ、シネマテーク・フランセーズの理事長に就任。名誉理事長はジャン＝シャルル・タケラ。最新作『Trésor』の撮影中だった2009年1月12日、脳卒中のため急死した。監督としての最後の作品は、フランスでベストセラーになったアンナ・ガヴァルダの小説を原作にした映画『幸せになるための恋のレシピ』（2007年）。

## 監督作品
- Le Poulet（チキン） 短篇 1962年 撮影ギスラン・クロケ
- 接吻・接吻・接吻 Les Baisers オムニバス映画 1963年 音楽ポール・ミスラキ、撮影ラウール・クタール
参加監督：ベルナール・T・ミシェル、ベルトラン・タヴェルニエ、ジャン＝フランソワ・オーデュロイ、シャルル・L・ビッチ、クロード・ベリ
- La chance et l'amour（偶然と恋愛）オムニバス映画 1964年 主演ミシェル・ピコリ、撮影シャルル・L・ビッチ
参加監督：クロード・ベリ、シャルル・L・ビッチ、エリック・シュランベルジェ、ベルトラン・タヴェルニエ
- 老人と子供 Le Vieil homme et l'enfant (1967)
- 学校の先生 Le Maître d'école (1981)
- チャオ・パンタン Tchao pantin (1983)
- 愛と宿命の泉 PARTI/フロレット家のジャン Jean de Florette (1986)
- 愛と宿命の泉 PARTII/泉のマノン Manon des sources (1986)
- ジェルミナル Germinal (1993)
- 幸せになるための恋のレシピ Ensemble, c'est tout (2007年)

## プロデュース作品
- プラハのためのオラトリオ Oratorio for Prague 短篇 1968年 監督ヤン・ニェメツ チェコスロヴァキア映画、共同プロデューサー ジャン＝ピエール・ラッサム
- テス Tess (1979)
- ギャルソン! Garçon! (1983)
- 想い出のマルセイユ Trois places pour le 26 (1988)
- 愛人/ラマン L'Amant (1992)
- 王妃マルゴ La Reine Margot (1994)
- 彼女の彼は、彼女 Gazon maudit (1995)
- ディディエ Didier (1997)
- ぼくの妻はシャルロット・ゲンズブール Ma femme est une actrice (2001)
- ミッション・クレオパトラ Astérix & Obélix: Mission Cléopâtre (2002)
- フレンチなしあわせのみつけ方 Ils se marièrent et eurent beaucoup d'enfants  (2004)